# Елизабет Гутијерез
Елизабет Гутијерез (шп. Elizabeth Gutierrez) америчка је глумица, мексичког порекла

## Филмографија
| Година:   | Српски назив:  | Оригинални назив: | Улога:                   | Жанр:      |
| --------- | -------------- | ----------------- | ------------------------ | ---------- |
| 2012-2013 | /              |                   | Маријана                 | теленовела |
| 2010.     | Еленин дух     |                   | Елена Лафе               | теленовела |
| 2009-2010 | /              |                   | Росенда Фрутос           | теленовела |
| 2008-2009 | Анали          |                   | Ана / Аналија / Маријана | теленовела |
| 2006-2007 | /              |                   | Маријана                 | теленовела |
| 2006.     | Украдена срећа |                   | Паола Иразабал           | теленовела |
| 2005.     | /              |                   | Исабела                  | теленовела |